# Foibe (titan)

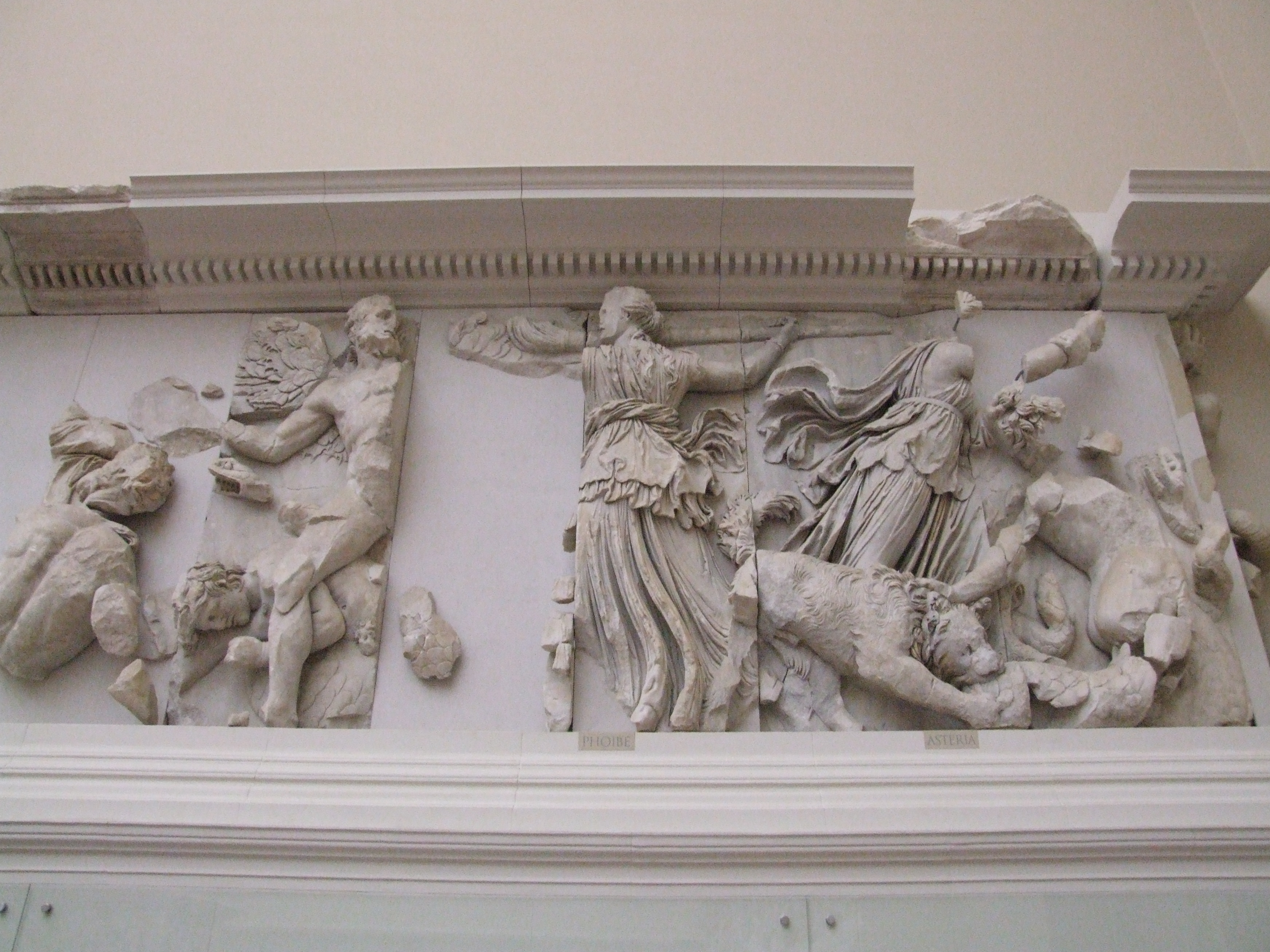
Asteria (medsväd) och Phoebe avbildade på Pergamonaltaret.

Foibe (latin: Phoebe) eller Febe var en grekisk kvinnlig titan, dotter till Uranos (himlen) och Gaia (jorden). Hennes syskon var många och titanerna Okeanos, Krios, Theia, Hyperion, Iapetos, Rhea, Mnemosyne, Koios, Kronos, Themis och Tethys var några av dessa. Foibe gifte sig med sin bror Koios, och fick döttrarna Leto och Asteria med honom. Foibe blev mormor till Apollon, Artemis och Hekate, de barn som hennes döttrar födde. 
Hon överlät oraklet i Delfi till barnbarnet Apollon, som därefter kallades Foibos.
Foibe är titanernas ”mångudinna” och identifierades med månen. Hon bestämdes att ansvara för månens kraft tillsammans med titanen Atlas. Hennes namn betyder ”ljus” eller "den strålande, lysande".